# The Murmurs
 (juillet 2022).
 (juillet 2022).
 (juillet 2022).
Si vous disposez d'ouvrages ou d'articles de référence ou si vous connaissez des sites web de qualité traitant du thème abordé ici, merci de compléter l'article en donnant les références utiles à sa vérifiabilité et en les liant à la section « Notes et références ».
The Murmurs, Gush et Redcar sont trois groupes de musique américains bâtis autour du duo de compositrices-interprètes Leisha Hailey et Heather Grody.
Peu après la séparation du duo, Hailey rejoint le groupe Uh Huh Her.

## The Murmurs
Leisha Hailey et Heather Grody commencent à se produire en 1991, sous le nom The Murmurs.  Elles fréquentent toutes les deux l'American Academy of Dramatic Arts à New York aux États-Unis. Après la sortie de leur premier album Who We Are, en indépendantes, elles attirent l'attention sur le circuit du East Village Club. En 1994, The Murmurs signe avec la compagnie de disques MCA Records. La même année, le groupe sort son premier LP éponyme.
Le duo se transforme en un groupe de quatre femmes en 1997, avec l'arrivée de la bassiste Sheri Ozeki et de la batteuse Sherri Solinger. Elles sortent les albums Pristine Smut en 1997 et Blender en 1998.

### Membres
- Heather Grody - voix et guitare acoustique
- Leisha Hailey - voix et guitare acoustique
- Sheri Ozeki - basse
- Sherri Solinger - batterie

### Discographie

#### Albums
- Who We Are (1991)
- Murmurs (1994)
- Pristine Smut (1997)
- Blender (1998)

#### Singles
- All I Need To Know (1994)
- You Suck (1994)
- White Rabbit (1995)
- I'm A Mess (1997)
- La Di Da (1998)
- Smash (1999)

## Gush
En février 2001, Hailey et Grody reforment leur duo sous le nom Gush. Le groupe adopte un son beaucoup plus rock indépendant. Il sort un album, disponible seulement lors de leurs spectacles. Il s’inspire des groupes Pretenders, Roxy Music et Blondie. En mai 2001, elle jouent à Los Angeles, sur demande, dans les points chauds de la grande ville.
Le groupe se sépare après quelques années, mais Heather Reid et Jon Skibic font toujours partie d'un groupe, Redcar, tandis que Leisha Hailey partage la scène avec Camila Grey au sein de Uh Huh Her (groupe de musique).

### Membres
- Heather Reid à la voix
- Leisha Hailey à la guitare de rythme
- Brad Casselden à la batterie
- Dave Doyle à la basse
- Jon Skibic à la guitare

## Redcar
En 2005, après la séparation de Gush, Heather Reid (anciennement Grody) et Jon Skibic forment le groupe Redcar avec Ryan MacMillan et Michael Sullivan. Leur premier album sort en mars 2007, produit par le producteur de U2 et de Gwen Stefani. Heather met sur pied sa propre compagnie de disques, Phyllis Records.
Redcar se forme en 2005 et séduit le public de sa ville natale, Los Angeles. Redcar s'inspire du rock indépendant d'aujourd'hui, et y ajoute son propre ton mélodique et "hard".

### Membres
- Heather Reid
- Ryan MacMillan
- Jon Skibic
- Michael Sullivan

### Discographie

#### Album
- Can’t be stopped (2007)